# TOI-1807
TOI-1807 — одиночная звезда в созвездии Гончих Псов на расстоянии около 139 световых лет (около 42,5 парсек) от Солнца. Визуальная звёздная величина звезды — +10,257m. Возраст звезды определён как около 180 млн лет.
Вокруг звезды обращается, как минимум, одна планета.

## Характеристики
TOI-1807 — оранжевый карлик спектрального класса K3V, или K8. Масса — около 0,75 солнечной, радиус — около 0,68 солнечного, светимость — около 0,212 солнечной. Эффективная температура — около 4592 K.

## Планетная система
В 2019 году учёными, анализирующими данные проектов Hipparcos и Gaia, у звезды обнаружена планета HIP 65469 b.
В 2021 году группой астрономов проекта TESS было объявлено об открытии планеты TOI-1807 b.